# 中村一美
中村 一美（なかむら かずみ、1956年 - ）は、日本の画家。現在は多摩美術大学絵画学科油絵専攻教授。千葉県出身。1981年、東京藝術大学芸術学科卒業後、1984年、東京藝術大学大学院油画専攻修了。妻は画家の石川順恵。主な美術館での個展としてはセゾン現代美術館 (1999年) 、いわき市立美術館 (2002年)、国立新美術館（2014年）などがある。近年の個展にカイカイキキギャラリー(2014年、2016年・東京)、Blum & Poe (2015年・ロサンゼルス、2017年・ニューヨーク)がある。

## 来歴
学部の頃より戦後アメリカの抽象表現主義絵画の研究、美術理論の研究を行っていたが、当時油画科で教鞭をとっていた榎倉康二の勧めもあり、1980年代初頭より本格に制作活動を開始する。当初は「Y型」と呼ばれるY字形のモチーフによる表現主義的な絵画作品によって注目を集める。特に日本の古代・中世絵画、中国宋代の山水画、朝鮮の民画など東アジアの絵画における空間表現を参照しながら、独自の絵画、絵画理論を探求している。
2015年芸術選奨文部科学大臣賞受賞。

## 参考出典
- 『中村一美展』国立新美術館